# Georges Thurnherr
Georges Thurnherr (Eglingen, 16 aprile 1886 – Belfort, 6 aprile 1956) è stato un ginnasta francese.

## Palmarès

### Olimpiadi
- 1 medaglia:
  - 1 bronzo (Anversa 1920 nel concorso a squadre)